# Il labirinto del mondo
Sotto il titolo di Il labirinto del mondo, (Le labyrinthe du monde), Marguerite Yourcenar ha riunito i testi autobiografici, Care memorie, pubblicato nel 1981 e Archivi del Nord, nel 1982, consacrati alla famiglia. A questi si aggiungerà postumo, un terzo volume di cui la scrittrice aveva già concertato il titolo, Quoi? L'éternité, che manterrà il titolo originale anche nella versione italiana del 1989.

## Il labirinto

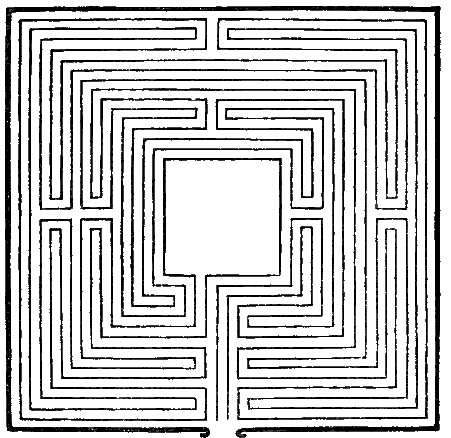
Labirinto (1893)

L'immagine del labirinto, scolpita e dipinta su vasi e muri nella storia del mondo, ha da sempre esercitato una forte fascinazione sull'uomo; Marguerite la prende in prestito dal libro omonimo scritto nel XVII secolo, dallo scrittore ceco Comenius per inquadrare la fitta e complessa rete di avvenimenti, rapporti e situazioni che ciascuno porta in sé, crea ed intreccia, a sua volta, con ciò che lo circonda. Al termine di ogni labirinto c'è un Minotauro, sinistro o falsamente benevolo, uno dei più antichi simboli usati convenzionalmente per indicare il subcosciente di ognuno.
Marguerite Yourcenar ammira Giovanni Amos Komenski, più universalmente noto col cognome latinizzato di Comenio, in cui ritrova principi di operosità, tolleranza, semplicità e severità che ben si accordano alla sua visione buddista della vita.
Il suo interesse  per Komenski ha radici più significative; le opere maggiori di quest'ultimo, Janua linguarum reserata e Orbis sensalium pictus, realizzano il principio che la lingua va appresa come mezzo per la conoscenza delle cose e tentano di fermare oggettivamente l'attenzione su ciò che è comune ed inalterabile, su ciò che esiste al di là del contingente. Il labirinto di Marguerite raccoglie dei testi che possiedono, come l'immagine che li riunisce, una loro costruzione segreta: essi sono parte l'uno dell'altro senza che l'uno divenga mai continuazione dell'altro.
Il labirinto non è più una condanna, divenendo una sorta di premio per chi si sostenta con la "curiosità di quelle zone intermedie dove l’anima e la carne si confondono, dove il sogno si adegua alla realtà, [...] dove la vita e la morte si scambiano attributi e sembianze".
Il labirinto del mondo ci fornisce le coordinate geografiche sia della letteratura di Yourcenar che della sua vita di viaggiatrice; se il mondo è un labirinto occorre orientarsi attraverso il tempo, attraverso la storia. I primi due romanzi tracciano in base ai ricordi familiari, agli archivi che custodiscono l'ufficialità del passato, il terzo ambisce ad una meta segreta, l'eternità, e sigilla la connessione esistente tra scrittura e vita.